# Kazuya Tsurumaki
Kazuya Tsurumaki (鶴巻 和哉 Tsurumaki Kazuya) és director d’anime japonès. Va néixer el 2 de febrer de 1966 a la ciutat de Gosen, situada a la prefectura de Niigata.
És el protegit de Hideaki Anno, i un animador des de fa molt temps a Gainax. El primer projecte de Tsurumaki a Gainax va ser com a director d'animació per a la sèrie de televisió de 1990 Fushigi no Umi no Nadia; Tsurumaki també va ser director de les seqüències humorístiques "omake" (extra) que van acompanyar la sèrie de televisió, i productor de "Nadia Cinema Edition". El 1995, Tsurumaki va exercir com a ajudant de direcció sota la direcció d'Hideaki Anno a la sèrie emblemàtica de Gainax Neon Genesis Evangelion, en la qual es va ocupar de la producció, el director d'art i l'assistent d'escenari d'alguns episodis. El 1997, va dirigir l'episodi 25', la primera meitat de la conclusió cinematogràfica de la sèrie Evangelion, Neon Genesis Evangelion: la fi. L'any 2000, Tsurumaki va debutar oficialment com a director de ple dret amb la sèrie OVA de sis parts, FLCL . El 2004 va dirigir l'èxit seqüela de Gunbuster anomenada Aim for the Top 2! o Diebuster. Va ser director de la nova sèrie de quatre llargmetratges Evangelion, Rebuild of Evangelion. Va dirigir l'especial d'anime del 2017 The Dragon Dentist. Va assistir a Otakon el 2001 i a l'Anime Expo el 2016.